# Kabinett Saka I
Das Kabinett Saka I war die 16. Regierung der Türkei, die vom 10. September 1947 bis zum 10. Juni 1948 von Hasan Saka geführt wurde.
Bei der Parlamentswahl am 21. Juli 1946 waren erstmals neben der Cumhuriyet Halk Partisi andere Parteien zugelassen. So trat auch die von dem ehemaligen Ministerpräsidenten Celâl Bayar und Adnan Menderes gegründete Demokrat Parti an. Die CHP konnte die Wahl mit 85,2 % der Stimmen trotzdem für sich entscheiden. Nach dem Rückzug von Ministerpräsident Saraçoğlu aus gesundheitlichen Gründen wurde Peker neuer Regierungschef des Landes.
Nach dem Rücktritt von Peker im September 1947 wurde Außenminister Saka neuer Ministerpräsident. Saka wurde für seinen als zu liberal empfundenen Umgang mit der Oppositionspartei DP allerdings bald heftig kritisiert und trat am 10. Juni zurück. Trotzdem wurde er zehn Tage später erneut mit der Regierungsbildung beauftragt.

## Regierung
| Titel                                          | Name                       | Partei | Amtszeit                                                         |
| ---------------------------------------------- | -------------------------- | ------ | ---------------------------------------------------------------- |
| Ministerpräsident                              | Hasan Saka                 | CHP    |                                                                  |
| Stellvertretender Ministerpräsident            | Faik Ahmet Barutçu         | CHP    |                                                                  |
| Staatsminister                                 | Abdülhalik Renda           | CHP    |                                                                  |
| Justizminister                                 | Şinasi Devrin              | CHP    |                                                                  |
| Verteidigungsminister                          | Münir Birsel               | CHP    |                                                                  |
| Innenminister                                  | Hüsrev Göle                | CHP    |                                                                  |
| Außenminister                                  | Necmettin Sadak            | CHP    |                                                                  |
| Finanzminister                                 | Nazmi Keşmir Şevket Adalan | CHP    | 10. September 1947 – 23. März 1948 27. März 1948 – 10. Juni 1948 |
| Bildungsminister                               | Şemsettin Sirer            | CHP    |                                                                  |
| Minister für öffentliche Arbeiten              | Kasım Gülek                | CHP    |                                                                  |
| Minister für Gesundheit und soziale Sicherheit | Behçet Uz                  | CHP    |                                                                  |
| Minister für Zölle und Monopole                | Şevki Adalan               | CHP    |                                                                  |
| Wirtschaftsminister                            | Cavit Ekin                 | CHP    |                                                                  |
| Landwirtschaftsminister                        | Tahsin Coşkan              | CHP    |                                                                  |
| Verkehrsminister                               | Şükrü Koçak                | CHP    |                                                                  |
| Handelsminister                                | Nedim Gündüzalp            | CHP    |                                                                  |
| Arbeitsminister                                | Bekir Balta                | CHP    |                                                                  |